# Baståssjön
Baståssjön är en sjö i Falu kommun i Dalarna och ingår i Testeboåns huvudavrinningsområde. Sjön har en area på 0,489 kvadratkilometer och ligger 305,9 meter över havet. Sjön avvattnas av vattendraget Timsån.

## Delavrinningsområde
Baståssjön ingår i det delavrinningsområde (676232-151636) som SMHI kallar för Utloppet av Baståssjön. Medelhöjden är 330 meter över havet och ytan är 5 kvadratkilometer. Räknas de 2 avrinningsområdena uppströms in blir den ackumulerade arean 24,2 kvadratkilometer. Timsån som avvattnar avrinningsområdet har biflödesordning 3, vilket innebär att vattnet flödar genom totalt 3 vattendrag innan det når havet efter 92 kilometer. Avrinningsområdet består mestadels av skog (76 procent) och sankmarker (14 procent). Avrinningsområdet har 0,49 kvadratkilometer vattenytor vilket ger det en sjöprocent på 9,7 procent.